# Oxandra riedeliana
Oxandra riedeliana är en kirimojaväxtart som beskrevs av Robert Elias Fries. Oxandra riedeliana ingår i släktet Oxandra och familjen kirimojaväxter. Inga underarter finns listade i Catalogue of Life.